# 黎芳 (萬曆進士)
黎芳（1548年—？），字懋德，號蘭谷，四川眉州丹稜縣人，民籍，明朝政治人物。

## 生平
隆慶四年（1570年）庚午科四川鄉試第五十三名舉人，萬曆八年（1580年）中式庚辰科會試第二百七十二名，三甲第一百二十五名進士。禮部觀政，授長興縣知縣，十四年（1586年）丁憂。服闋，十七年（1589年）起為大理寺評事，十九年（1591年）升大理寺副，同年任貴州鄉試副考官，二十一年（1593年）升戶部郎中，二十二年（1594年）丁憂。服闋，二十五年（1597年）起復原職，二十六年（1598年）五月出為四川布政使司右參議，二十七年（1599年）升陝西按察司副使，二十九年（1601年）四月調浙江按察司副使，三十年（1602年）閏二月復任陝西按察司副使、兵備靖邊，三十二年（1604年）升陝西苑馬寺卿，三十三年（1605年）二月引疾致仕，遭雲南道監察御史史學遷論劾無人臣禮，念其久勞邊鄙，冠帶閒住。

## 家族
曾祖黎金；祖父黎鳴春；父黎大賢，壽官。母李氏。具慶下。兄黎芃，弟黎英。